# Portoricani negli Stati Uniti
I portoricani negli Stati Uniti (in spagnolo Puertorriqueños en Los Estados Unidos ed in inglese Stateside Puerto Ricans), noti anche come Portoricano-statunitensi (in spagnolo puertorriqueños-estadounidenses ed in inglese Puerto Rican-Americans), sono dei cittadini facenti parte degli Stati Uniti, nati a Porto Rico o in America da genitori di origine portoricana, che hanno vissuto un periodo significativo parte della loro vita in uno degli Stati federati o a Washington.
Essendo Porto Rico un territorio degli Stati Uniti, tutti i portoricani che vivono sia sull'isola che negli Stati Uniti hanno la cittadinanza statunitense. Con il 9,3% della popolazione ispanica negli Stati Uniti, i portoricani sono il secondo gruppo ispanico più grande a livello nazionale dopo i messicani e rappresentano l'1,78% dell'intera popolazione degli Stati Uniti. I portoricano-statunitensi sono anche il più grande gruppo di origine caraibica nel paese, rappresentando oltre un terzo delle persone con origini nella regione geografica. Mentre il censimento del 2020 ha contato il numero di portoricani residenti negli Stati Uniti a 5,6 milioni, le stime del 2022 mostrano che la popolazione portoricana è di 5,91 milioni.
Nonostante le nuove tendenze migratorie, l'area metropolitana di New York continua a essere il più grande centro demografico e culturale per i portoricani negli Stati Uniti continentali, con l'area metropolitana di Orlando che ospita la seconda comunità più grande. Il portmanteau "Nuyorican" si riferisce ai portoricani e ai loro discendenti nell'area di New York. Una larga parte della popolazione portoricana vera e propria risiede nel Nord-est e in Florida.